# Nejvyšší štolba

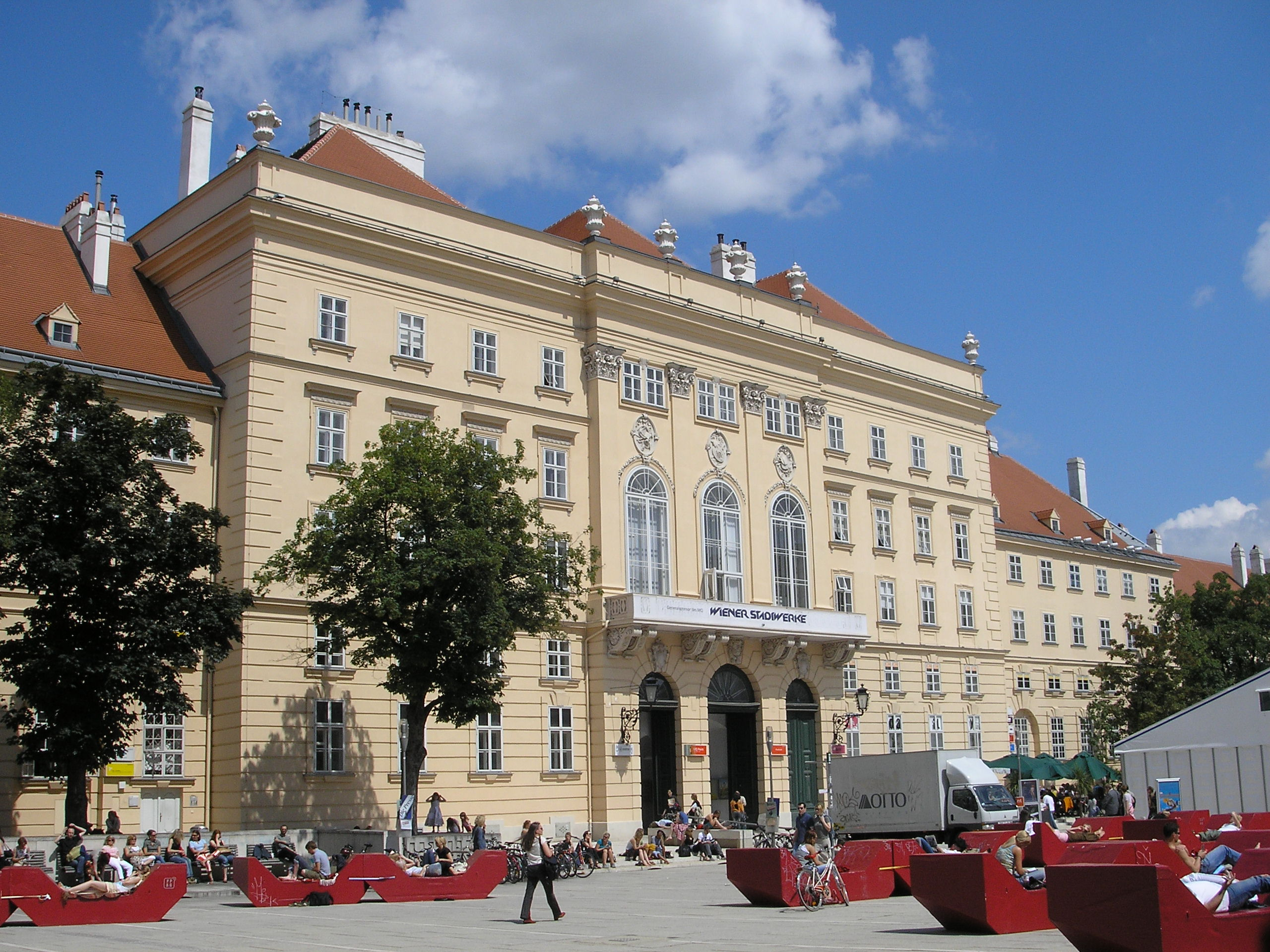
Císařské dvorní konírny (Kaiserliche Hofstallungen), v současnosti část MuseumsQuartier (MQ) ve Vídni

Nejvyšší štolba (případně štolmistr nebo podkoní, německy Oberststallmeister, latinsky (summus) praefectus stabuli, agazonum regalium magister, magister agazonum) byl dvorský úřad, který byl zodpovědný za královskou (císařskou) konírnu a vše, co s ním souviselo. Měl tedy na starost koně, sedla, postroje, nosítka a povozy (kočáry) a sáně. K tomu náležel také dohled nad zásobami sena a dalšího krmiva. Pod sebou měl velký počet služebníků s poměrně velmi specializovanými úkoly, kteří mimo jiné zajišťovali krmivo a píci (přípravci sena, krmiva a podestýlky a vlastní krmiči), jiní měli na starost kočáry a nosítka. K nim se řadili kováři a zvěrolékaři. Koňská sedla, postroje a vozy zhotovovali nebo opravovali sedláři a řemenáři, konstruktéři, pozlacovači, řezbáři, malíři a sochaři. Úřad nejvyššího štolby zastávali příslušníci starých šlechtických rodů. 

## Nejvyšší štolba císaře
Podle dvorského nařízení (Hofordnung) vydaného Ferdinandem I. (římským králem 1531–1564, od roku 1556 císařem) v roce 1538 byl nejvyšší štolba u císařského dvora (k. u. k. Oberststallmeister) čtvrtým nejdůležitějším a nejvlivnějším dvorským úřadem po nejvyšším hofmistru, nejvyšším komoří a nejvyšším dvorském maršálkovi. Byl zodpovědný za image dvora na veřejnosti, proto do jeho kompetence spadaly hřebčíny, stáje, jízdárny, vozový park a veškerý personál pracující na veřejnosti. V tzv. Hofwagenburgu byly k dispozici kočáry a od počátku 20. století také automobily. Těch bylo na konci vlády Františka Josefa I. osmnáct, z toho tři z Kopřivnice a jeden z Mladé Boleslavi. Musel mít přehled o počtech, původu a kvalitě koní a dohlížel na zbrojnici a pážata. Pod úřad nejvyššího štolby spadali také trubači, tympanisté a hráči na lesní rohy. Když císař usedal na koně, směl mu pomáhat pouze nejvyšší štolba. Když se císař vydal na cesty, přebíral nejvyšší štolba pravomoc nejvyššího komořího.
Úřad nejvyššího císařského štolby (kaiserlicher Oberststallmeister) zastávali:
- ?–1548 (31. 5.) don Pedro Lasso de Castilia
- 1548 (červen) – 1554 Zikmund z Lodronu
- 1556–1560 Jaroslav z Pernštejna (14. 11. 1528 – 27. 7. 1560)[8][9]
- 1562–1566 (?) Vratislav II. z Pernštejna (?)[10]
- 1562–1567 Volkard z Auerspergu (1530–1591)
- 1567–1576 Rudolf Khuen z Belasi (1533–1581)
- 1577–1582 (nebo 1581[10]) Klaudius Trivulzio (Trivulzi), hrabě z Melzu (1538–1591)
- 1584 (nebo 1591 ?[10] nebo 1594[10]) – 1599 Albrecht I. z Fürstenbergu (1557–1599)
- 1599–1600 jako správce úřadu[10] nebo 1599–1603[11] Petr Mollart z Mollartu († 1603)
- 1600–1603 (konec května) Oldřich Desiderius Proskovský z Proskova, správce úřadu[10]
- 1600–1602 Maxmilián ze Salm-Neuburgu (1563–1602)[12]
- 1603–1606 Bruno z Mansfeldu (1576–1644)
- 1603–1604 (únor)[zdroj?] Petr Mollart z Mollartu († 1603),[13] správce úřadu[10]
- 1604 (únor–duben) Jan Kolovrat-Libštenský (1552–1616), správce úřadu[14]
- 1606[13] (1607[14]) – 1608 (1609[14]) nebo 1611[15] Adam mladší z Valdštejna, zvaný Dlouhý, na Hrádku nad Sázavou a Lovosicích (1569[13] nebo 8. 6. 1570 – 24. 8. 1638 Praha)
- 1609–1613 (1611[14]) Oktavián Cavriani (cca 1530–1618)
- 1611 (1. 7.) – 1612 (20. 1.) Maxmilián ze Salmu[14]
- 1612–1619 (20. 3.) Maxmilián z Ditrichštejna[14]
- 1613–1615 Maxmilián z Lichtenštejna (1578–1643)
- 1616 (1619[14]) – 1619 (1620[14]) Jan Jakub Khiesel z Gottschee (1565–1638)
- 1619–1620 Rudolf Paar († 1625)
- 1622 (1620[14]) – 1637 (15. únor) Bruno III. z Mansfeldu (1576–1644)
- 1637–1642 Maxmilián z Valdštejna († 19. 2. 1654 nebo 18. 2. 1655 Praha/ 19. 2. 1655 Vídeň)
- 1642–1651 (1650[14]) Jiří Achác z Losensteinu (1579–1653)
- 1651–1655 Hanibal Gonzaga (1602–1668)
- 1655–1658 (2. 4. 1657[14]) František Albrecht z Harrachu (1624–1666)
- 1657 nebo 1658 (10. 1) – 1677 (3. 7. 1675[14]) Gundakar z Ditrichštejna (9. 12. 1623 – 25. 1. 1690, Augsburg)
- 1675–1677 František Julius Breuner, správce úřadu
- 1677 (23. 11.) – 1699 (20. 2.) Ferdinand Bonaventura z Harrachu (14. 7. 1636 – 15. 6. 1706 Karlovy Vary)
- 1699 (20. 2.) – 1705 (15. 6.) Filip Zikmund z Ditrichštejna (9. 3. 1651 – 3. 7. 1716 Vídeň)[16] – poprvé
- 1705 (15. 6.) – 1708 (13. 7.) Leopold Ignác z Ditrichštejna (16. 8. 1660 Eggenberg – 13. 7. 1708 Mikulov)[16]
- 1709 (25. 8. 1708[14]) – 1711 (11. 3.) Leopold Matyáš z Lambergu (1667–1711)
- 1711 (17. 3.) – 1713 (1. 10. 1711[14]) Adam František ze Schwarzenbergu (1680–1732)
- 1713 (1. 10. 1711[14]) – 1716 (4. 7.) Filip Zikmund z Ditrichštejna (9. 3. 1651 – 3. 7. 1716 Vídeň) – podruhé[17][18]
- 1716 (16. 7.) – 1722 (16. 3.) Michael Jan III. z Althannu (8. 10. 1679 Jaroslavice – 26. 3. 1722 Vídeň)[19]
- 1722 (15. 4.) – 1732 (11. 6.) Adam František ze Schwarzenbergu (25. 9. 1680 Linec – 11. 6. 1732 Brandýs nad Labem)
- 1732 (17. 10.) – 1738 (březen) Gundakar Ludvík z Althannu (15. 5. 1665 Zwentendorf – 28. 12. 1747 Vídeň)
- 1738 (8. 4.) – 1742 (19. 11.) František Antonín ze Starhembergu (30. 7. 1691 Vídeň – 7. 5. 1743 Praha)
- 1742 (19. 11.) – 1765 (1749[14]) Jindřich Josef z Auerspergu (24. 6. 1697 Vídeň – 9. 2. 1783 Vídeň)
- 1763–1807 Jan Karel z Ditrichštejna (27. 6. 1728 Mikulov? nebo Vídeň – 25. 5. 1808 Vídeň)
- 1807[20]–1812 Dominik Ondřej II. z Kounic (30. 3. 1739 Vídeň – 24. 11. 1812 Vídeň)
- 1812–1834 Jan Nepomuk Norbert z Trauttmannsdorff-Weinsbergu (18. 3. 1780 Vídeň – 24. 9. 1834 Vídeň)[21]
- 1834–1848 Evžen Dominik Bruntálský z Vrbna (4. 9. 1786 Vídeň – 24. 3. 1848 Vídeň)
- 1849–1859 úřad neobsazen, dohled svěřen 9. 5. 1849 Karlu Ludwigu Grünne (zástupce nejvyššího štolby – Oberststallmeister-Stellvertreter)[1]
- 1859–1875 Karl Ludwig Grünne (25. 8. 1808 – 15. 6. 1884)[1]
- 1875–1892 Emerich z Thurn-Taxisu (12. 4. 1820 Praha – 28. 7. 1900 Gleichenberg)[22]
- 1892–1896 Rudolf z Liechtensteinu (18. 4. 1838 Vídeň – 15. 12. 1908 Moravský Krumlov)[23]
- 1896–1908 úřad neobsazen, dohled svěřen Rudolfu z Liechtensteinu (od 1896 nejvyšší hofmistr)
- 1909–1916 Ferdinand Vincenc Kinský (8. 9. 1866 Dornau – 3. 2. 1916 Vídeň)
- 1917–1918 Mikuláš Antonín Pálffy (11. 11. 1861 – 8. 3. 1935)

## Nejvyšší štolba císařovny
Nejvyšší štolba císařovny byl v hierarchii mužských služebníků po nejvyšším hofmistrovi nejdůležitějším úřadem na dvoře císařovny. Dohlížel nejen na koně a stáje, ale také dopravní prostředky včetně lodí, dále měl na starosti agendu cestování a transferů. Panovnici při cestách doprovázel a zajišťoval hladký průběh přesunu.   
- Marie Habsburská (1528–1603), manželka Maxmiliána II., císařovna 1564–1576
  - Adam z Dietrichsteinau
- Eleonora Magdalena Gonzagová z Mantovy (1630–1686), třetí manželka Ferdinanda III., císařovna 1651–1657, poté císařovna vdova
  - 1657–? Konrád Baltazar ze Starhembergu[24]
  - 60. léta 17. století Karel Ferdinand z Valdštejna (1634 – 9. 4. 1702 Vídeň)
  - 1678–1683 Ferdinand Vilém Eusebius ze Schwarzenbergu (23. 5. 1652 Brusel – 26. 10. 1703 Vídeň)[25][24]
  - 1683–1686 Filip Zikmund z Ditrichštejna (9. 3. 1651 – 3. 7. 1716 Vídeň)[24]
- Eleonora Magdalena Falcko-Neuburská (1655–1720), třetí manželka Leopolda I., císařovna 1676–1705, poté císařovna vdova
  -  ?–1720 Adolf Bernard z Martinic (před 1690 – 27. 7. 1735)
- Amálie Vilemína Brunšvicko-Lüneburská (1673–1742), manželka Josefa I., císařovna 1705–1711, poté císařova vdova
  - 1720–? František Vilém ze Salm-Reifferscheidtu (14. 8. 1672 Bedburg – 4. 6. 1734 Vídeň)

## Rakouské země

### Horní Rakousy
Úřad nejvyššího dědičného zemského štolby v Horním Rakousku (Oberst-Erblandstallmeister in Österreich ob der Enns) byl udělen rodu Harrachů 29. května 1559 císařem Ferdinandem I.
- 1559 (29. 5.)[28] – 27. 7. 1590 Leonard IV. z Harrachu (1514 – 27. 7. 1590)
- ?–1758 Karel Antonín z Harrachu[29] (4. 8. 1692 – 21. 3. 1758)
- ?–1838 Arnošt Kryštof z Harrachu[30] (29. 5. 1757 Vídeň – 14. 12. 1838 Vídeň)
- 1838–1884 František Arnošt z Harrachu[31] (13. 12. 1799 Vídeň – 26. 2. 1884 Nice)
- 1884–1909 Jan Nepomuk František z Harrachu[32] (2. 11. 1828 Vídeň – 12. 12. 1909 Vídeň)
- 1909–1918/1935 Otto Nepomuk z Harrachu (10. 2. 1863 Praha – 10. 9. 1935 Hrádek u Nechanic)

### Dolní Rakousy
Úřad nejvyššího dědičného zemského štolby v Dolním Rakousku (Oberst-Erblandstallmeister in Österreich unter der Enns) byl udělen rodu Harrachů 3. března 1627 císařem Ferdinandem II.
- ?–1758 Karel Antonín z Harrachu[29] (4. 8. 1692 – 21. 3. 1758)
- ?–1838 Arnošt Kryštof z Harrachu[30] (29. 5. 1757 Vídeň – 14. 12. 1838 Vídeň)
- 1838–1884 František Arnošt z Harrachu[31] (13. 12. 1799 Vídeň – 26. 2. 1884 Nice)
- 1884–1909 Jan Nepomuk František z Harrachu[32] (2. 11. 1828 Vídeň – 12. 12. 1909 Vídeň)
- 1909–1918/1935 Otto Nepomuk z Harrachu (10. 2. 1863 Praha – 10. 9. 1935 Hrádek u Nechanic)

### Štýrsko
Úřad dědičného zemského štolby (Erblandstallmeister) byl zřízen arcivévodou Karlem II. Štýrským 27. června 1565. Od té doby do roku 1848 ho zastávala hrabata a později knížata z Windisch-Graetze.
- po 1685–1695 Gottlieb Amadeus z Windischgrätze (13. březen 1630 Řezno – 25. prosinec 1695 Vídeň)[35]
- 1746–1802 Josef Mikuláš z Windischgrätze (6. prosinec 1744 Vídeň – 24. leden 1802 Štěkeň)
- 1802–1862 Alfred I. Candidus z Windisch-Graetze (11. květen 1787 Brusel – 21. březen 1862 Vídeň), 1. kníže
- 1862–1876 Alfred II. Mikuláš Windisch-Graetz (28. březen 1819 Vídeň – 28. duben 1876 Tachov), 2. kníže
- 1876–1918 Alfred III. August Windisch-Graetz (31. října 1851 Praha – 23. listopadu 1927 Tachov), 3. kníže

### Korutany
V roce 1848 nebyl úřad v tomto vévodství obsazen.
- ?–? Augustin Khevenhüller, úřad zastával v roce 1616 v době korunovace Anny Tyrolské na českou královnu.[37]
- ?–1776 (určitě 1772) Jan Josef z Khevenhüller-Metsche (3. 7. 1706 Klagenfurt – 18. 4. 1776 Vídeň)

### Kraňsko a Vindická marka
V roce 1662 udělil císař Leopold I. (1657–1705) post dědičného nejvyššího štolby v Kraňsku (Erb-Stallmeister in Krain und in der Windischen Mark) rodu Lambergů.[zdroj?] Tento úřad zastávali i v roce 1848.
- 1662–1682 Jan Maxmilián z Lambergu (23./28. 11. 1608 Brno – 12./15. 12. 1682 Vídeň)
- 1682–1712 František Josef z Lambergu (28. 10. 1638 Vídeň – 2. 11. 1712 Steyr), 2. kníže
- 1712–1759 František Antonín z Lambergu (30. 9. 1678 Steyr – 23. 8. 1759 Vídeň), 3. kníže
- 1759–1797 Jan Nepomuk z Lambergu (1737–1797), 4. kníže
- 1797–1831 Karel Evžen z Lambergu (1764–1831), 5. kníže
- 1831–1862 Gustav Jáchym z Lambergu (1812–1862), 6. kníže

### Tyrolsko
V roce 1848 zastával úřad rod hrabat z Wolkensteinu.

### Gorice a Gradiška
V roce 1848 nebyl úřad v tomto hrabství obsazen.

## Halič a Vladiměřsko
Úřad nejvyššího zemského štolby v Haliči a Vladiměřsku (německy Oberst-Landstallmeister in Galizien und Lodomerien) zastávali:
- ?–? (určitě 1848) Karel Michal Lanckoroński-Brzezie (16. 11. 1799 Vídeň – 16. 5. 1863 Vídeň)

## Uherské království
Úřad (maďarsky főlovászmester, latinsky agazonum/agasonum regalium magistri nebo magister agazonum, německy Königlicher Oberststallmeister) je znám od 13. století.
- 1505–1534 Jiří Báthory[38]
- 1535–1545 Petr Erdődy[38]
- 1545–1553 František Nyary[38]
- 1553–1573 František Tahy[38]
- 1574–1584 Ladislav Bánffy[38]
- 1587–1604 František Nádasdy[38]
- 1606–1608 Sigfríd Kollonich[38]
- 1608–1625 František Batthyány[38]
- 1625–1627 Jiří Zrinský[38]
- 1628–1664 Mikuláš Zrinský[38]
- 1666–1691 Adam Zrinský[38]
- 1691–1693 Jiří Erdődy[38]
- 1693–1700 František Kery[38]
- 1700–1731 Jan Kery[38]
- 1731–1746 František Esterházy[38]
- 1746–1758 Leopold Nádasdy[38]
- 1783–1794 Antonín Grasalkovič[38]
- 1794–1798 Josef Keglevich[38]
- 1798–1806 Michal Nádasdy[38]
- 1806–1812 Josef Haller[38]
- 1812–1821 Pavel Almássy[38]
- 1822–1830 Antonín Amade[38]
- 1830–1837 František Josef Zichy[38]
- 1838–1848 Emerich (Imrich) Batthyány[38]
- (určitě 1866, 1874) Emerich (Imre nebo Imrich) III. Batthyány von Németh-Ujvár (23. 1. 1791 Szabadbattyán – 16. 9. 1874 Szabadbattyán)
  - úřad zastával během korunovace Františka Josefa I. v roce 1867
- (určitě 1876, 1877, 1880) –1881 Alexandr (Sándor) Erdődy de Monyorókerék et Monoszló (10. 8. 1802 Kaposvár – 22. 1. 1881 Vép)
- 1882 neobsazeno
- (určitě 1883, 1886, 1889, 1892, 1895) –1896 Štěpán (István) Erdődy de Monyorókerék et Monoszló (27. 9. 1813 Vídeň – 20. 2. 1896 Vörösvár)
- (určitě 1897, 1898, 1901, 1904, 1907, 1910, 1913, 1916, 1918) Julius (Gyula) Széchényi z Sárváru a Felső-Vidéku